# 日露協約
日露協約（にちろきょうやく）は、日露戦争後に締結した、日本とロシア帝国がお互いに権益を認め合った4次に亘る協約。
1907年7月30日に第1次条約が調印され、1916年7月3日に第4次条約が調印された。秘密条項では日本はロシアの外モンゴルにおける権益、ロシアは日本の朝鮮における権益を認めた。しかし、1917年のロシア革命でロシア帝国が滅亡すると、協約はソビエト連邦政府によって破棄され、日本は中国権益の危機を迎えることとなる。

## 「日露協約」構想
日清戦争後、朝鮮半島・満洲への進出をめぐり日露間の対立が高まると、日本国内では、「臥薪嘗胆」論により、近い将来の両国の開戦を不可避としこれに備えようとする意見と、もう一方は両国の利害は調整可能であり開戦は回避すべきとする意見が対立した。後者の立場に基づき、朝鮮に関する利害については山縣・ロバノフ協定（1896年）や西・ローゼン協定（1898年）など関係調整がはかられると同時に、「満韓交換論」（満洲をロシア、朝鮮を日本の勢力範囲とし両国の棲み分けを画定しようとするもの）に基づき、より包括的な同盟関係（日露協商）を結ぶべきであるとする伊藤博文らの意見が一定の影響力を持った（このため伊藤は反対派から「恐露病」と罵倒された）。伊藤は「日露協商」実現へと働きかけたが、ロシアを仮想敵とする日英同盟（1902年）の成立により挫折し、かくして日露両国は開戦に向かった。

### 第一次日露協約
全権大使はロシア：アレクサンドル・イズヴォリスキー外相、日本：本野一郎在ロシア日本大使
1907年（明治40年）7月30日調印。公開協定では日露間及び両国と清の間に結ばれた条約を尊重することと、清国の独立、門戸開放、機会均等の実現を掲げた。秘密協定では日本の南満洲、ロシアの北満洲での利益範囲を協定した。また、ロシアの外蒙古、日本の朝鮮（大韓帝国）での特殊権益も互いに認めた。

### 第二次日露協約
全権大使はロシア：アレクサンドル・イズヴォリスキー外相、日本：本野一郎在ロシア日本大使
1910年（明治43年）7月4日調印。アメリカの南満洲鉄道中立案（ノックス提案）の拒否を協定し、両国の満洲権益の確保を確認した。

### 第三次日露協約
全権大使はロシア：セルゲイ・サゾーノフ外相、日本：本野一郎在ロシア日本大使
1912年（明治45年）7月8日調印。辛亥革命に対応するため、内蒙古の西部をロシアが、東部を日本がそれぞれ利益を分割することを協約した。

### 第四次日露協約
全権大使はロシア：セルゲイ・サゾーノフ外相、日本：本野一郎在ロシア日本大使
1916年（大正5年）7月3日調印。第一次世界大戦における日露の関係強化と第三国の中国支配阻止、極東における両国の特殊権益の擁護を相互に再確認した。
1917年のロシア革命によってロシアとドイツが休戦すると連合国は1918年からシベリア出兵を実施、同1918年11月にドイツ革命でドイツ帝国が崩壊し、第一次世界大戦は終結した。またロシア革命によって日露同盟も崩壊した。

## 歴史的な影響
ロシア革命後、1917年11月にソビエト政権が誕生した後、この協約を廃棄したものの、北満洲と外蒙古における権益を手放すことがなかった。1921年にソ連軍がモンゴル民族独立を旗印に掲げていたモンゴル人民革命党を支援し、外蒙古にいた中国北洋政府の駐留軍を追い出したことと、1929年に勃発した中東路事件という二つの出来事はソ連が依然としてこの地域における勢力維持を続けていたと見られているものであった。その一方、日露戦争の敗北でソ連にとっては、満洲地方と内蒙古（日中戦争の時に「蒙疆」と呼ばれるようになった）における日本の権益も触れられてはいけない存在になっていたので、日露戦争後の40年の間にソ連は極東地域に於いて、日本との勢力バランス維持に努めていた。満洲事変後、日本の支配勢力は満洲全域に広がっている状況下で、ソ連として残された利権は北満鉄道の所有権だけであった。その為、1935年にソ連はその管轄下の北満鉄道を満洲国へ売却したことで満洲から撤退したが、外蒙古における権益をそのまま保持していた。1939年にノモンハン事件の勃発で、ソ連はこれを自分の「縄張り」とする外蒙古が日本から侵食されようとすると見て、日本と四カ月にわたる軍事衝突を行ったが、停戦二年後に調印された日ソ中立条約は日ソ両国間の満洲、モンゴル（内蒙古と外蒙古）における双方のそれぞれの権益を再確認し、1945年2月のヤルタ会談で確認されたモンゴル人民共和国とする国家地位に対する国際認可のきっかけにもなった。「日露協約」も最終的にモンゴル全土（内蒙古と外蒙古）の完全分離につながった遠因だと見られている。